# Râul Armeni
Râul Armeni este un curs de apă, afluent al râului Secaș. 